# Parque provincial Copahue
El Parque Provincial Copahue en Argentina es un área protegida en la provincia del Neuquén, que incluye las laderas orientales del volcán Copahue, cerca de la frontera con Chile en la región del Biobío. También protege el impresionante paisaje de las nacientes del río Agrio y sus afluentes torrenciales, intercaladas con varias cascadas. El parque está situado aguas arriba del Lago Agrio también llamado Lago Caviahue. El pueblo más cercano es Caviahue, ubicado en la orilla occidental del lago.. El parque pertenece al circuito turístico del centro-norte de la provincia.
Antes de las glaciaciones cuaternarias, toda la región de la cuenca del Lago Agrio drenaba sus aguas al Océano Pacífico, a diferencia de hoy. De hecho las grandes erupciones volcánicas de la era cuaternaria y los enormes flujos de lava asociados cerraron el paso hacia el oeste y el agua obligó a dirigirse hacia el este hasta el Océano Atlántico. Estos enormes flujos de lava vinieron de un volcán extinto, que se encuentra al noroeste de las Termas de Copahue, conformando cráteres menores y otros. Estas lavas han creado mesetas de manera escalonadas.
Se trata de la mayor área protegida del Neuquén bajo tutela provincial. Sus 28.300 hectáreas son una peculiar muestra de la naturaleza andinopatagónica. Además, ampara los bosques de araucaria más septentrionales de la Argentina. También, dentro del parque se encuentra los pasos Pino Hachado y Copahue.

## Toponimia
Su nombre proviene del volcán Copahue, que se compone de las palabras "co" y "pahue" que en mapudungun significan agua y azufre. Por lo tanto, "Copahue" puede ser traducido como Aguas sulfurosas, cualidad que puede verse reflejada en las aguas del río Agrio.

## Historia
En el área habitaban los pehuenches. En 1937 se creó la "Reserva Nacional Los Copahues", luego se cede la reserva a la provincia de Neuquén y finalmente el 28 de febrero de 1963 se crea el Área Protegida Provincial Copahue a través del Decreto Ley Provincial 387/63.La reserva se conforma con 70% de tierras fiscales de jurisdicción provincial y 30% de tierras privadas. 

## Circuito del río Agrio
Se trata de un sendero organizado y marcado, que termina en la localidad de Caviahue, e incluye el río Agrio hasta sus nacientes en el cráter del volcán Copahue. Nos encontramos con un grupo de cuatro cascadas de gran belleza, rodeado de árboles nativos. Las cascadas son, de abajo hacia arriba: "Cascada del Basalto", "Cascada de la Culebra", "La Caballera Cascada de la Virgen" y "Cascada del Gigante". En el camino también podemos admirar los árboles de araucarias (Araucaria araucana), lengas (Nothofagus pumilio), ñires (Nothofagus antarctica) y de otras especies nativas.

## Fauna
El Parque posee un interés faunístico particular por tratarse de una zona de transición entre tres grandes regiones ecológicas: la Altoandina, la Subantártica y la Patagónica, con el agregado de algunos elementos propios de las regiones contiguas de Chile. Si bien el área no se destaca por poseer animales de gran tamaño, todavía la habitan los muy perseguidos zorros colorados y pumas. También, habitan el tucu tucu de Maule, cóndores, águilas mora, gaviotas patagónicas, cauquenes, bandurrias, entre otras.